# WWE Battleground
Battleground was een jaarlijks professioneel worstel-pay-per-view (PPV) en WWE Network evenement dat georganiseerd werd door de Amerikaanse worstelorganisatie WWE. Battleground debuteerde in oktober 2013 op het pay-per-view kalender van de WWE en verving het evenement WWE Over The Limit. In 2014 werd het evenement verschoven naar juli. In juli 2016 was Battleground het laatste evenement dat voor zowel Raw als SmackDown was, voordat de twee merken opsplitsten.
In 2018 zou het evenement alleen bedoeld zijn voor de Raw brand, maar werd weggehaald van WWE's pay-per-view kalender nadat alle evenement na WrestleMania 34 voor beide merken zijn.

## Chronologie
| Evenement         | Datum          | Stad                       | Locatie               | Main Event |
| ----------------- | -------------- | -------------------------- | --------------------- | --- |
| Battleground 2013 | 6 oktober 2013 | Buffalo, New York          | First Niagara Center  | Daniel Bryan vs. Randy Orton voor het vacante WWE Championship                                                                  |
| Battleground 2014 | 20 juli 2014   | Tampa, Florida             | Tampa Bay Times Forum | John Cena (c) vs. Randy Orton vs. Kane vs. Roman Reigns in een fatal four-way match voor het WWE World Heavyweight Championship |
| Battleground 2015 | 19 juli 2015   | Saint Louis, Missouri      | Scottrade Center      | Seth Rollins (c) vs. Brock Lesnar voor het WWE World Heavyweight Championship                                                   |
| Battleground 2016 | 24 juli 2016   | Washington D.C.            | Verizon Center        | Dean Ambrose (c) vs. Roman Reigns vs. Seth Rollins in een triple threat match voor het WWE Championship                         |
| Battleground 2017 | 23 juli 2017   | Philadelphia, Pennsylvania | Wells Fargo Center    | Jinder Mahal (c) vs. Randy Orton in een Punjabi Prison match voor het WWE Championship                                          |